# Robert Poirier de Narçay
Gustave Marie Robert Poirier de Narcay, dit Robert Poirier de Narçay, né le 27 mars 1859 à Saint-Symphorien (Indre-et-Loire) et mort le 3 novembre 1918 à Châtillon (Hauts-de-Seine), est un médecin, homme de lettre, journaliste, romancier, poète, homme politique nationaliste français, membre fondateur de la Ligue des patriotes et membre de la Société des gens de lettres. 

## Biographie
Robert Poirier de Narcay est le fils d'Alexandre Bertrand Poirier de Narcay et d'Azeline Reverdy.
Médecin dans l'Eure, il collabore à divers journaux (dont L'Union libérale de Tours). Membre de la Société des gens de lettres en 1890, il écrit dans la presse parisienne de droite et d'extrême droite. Membre de la Ligue des patriotes en 1897 puis secrétaire du "Parti républicain socialiste français" de Henri Rochefort et Alfred Gabriel, il est conseiller municipal de Paris et conseiller général de la Seine en 1900. Il est président du conseil général de la Seine. Il est député de la Seine de 1914 à 1918, ne s'inscrivant à aucun groupe. Le 25 octobre 1918, il interpelle le gouvernement sur l'épidémie de grippe espagnole. C'est sa dernière intervention, car il meurt trois semaines plus tard, de la grippe espagnole.

## Œuvres
- Conquête de Rome, fragment, Impr. de Ribaudeau et Chevallier, 1879 ;
- Coups de cravaches et aquarelles, L. Sauvaitre, 1888 ;
- Mariages modernes. Le poëte Flavise. - Iblot de La Fresnaye, L. Sauvaitre, 1890 ;
- Les Filles du hasard, H. Jouve, 1891[1] ;
- La Vie au grand air, Fischbacher, 1891 ;
- Jacques l'Entraîneur. 3e édition, P. Ollendorff, 1895 ;
- La Bossue, E. Flammarion, 1900 ;
- Demi-stériles. Les Croquebignard, Plon-Nourrit et Cie, 1913.
- Pour la République, comédie en cinq actes, librairie Fischbacher, sans date

## Hommages
- Rue Poirier-de-Narçay, à Paris

## Sources
- « Robert Poirier de Narçay », dans le Dictionnaire des parlementaires français (1889-1940), sous la direction de Jean Jolly, PUF, 1960 [détail de l’édition]